# یامچی
شهر یامچی یکی از شهرهای استان آذربایجان شرقی و مرکز بخش یامچی می باشد که در مابین شهرستان مرند و خوی واقع شده‌است. این شهر به پایتخت پستهٔ آذربایجان معروف‌است.

## نام یامچی
۱. نظریهٔ اول: این نظریه نام یامچی را به اسطوره‌های ایرانی مرتبط می‌کند. بر اساس این نظریه نام یامچی دگرگون یافت واژهٔ «جام‌شی (جام‌چی)» یا «جام‌شید (جمشید)» است.
۲. نظریهٔ دوم: این نظریه نام یامچی را به اسطوره‌های مذهبی مرتبط می‌کند. بر اساس این نظریه بین برخی نام‌های قدیمی مانند یامین و بنیامین مادر و برادر حضرت یوسف و یام پسر حضرت نوح (ع) ارتباط واژگانی برقرار می‌شود.
۳. نظریهٔ سوم: این نظریه نام یامچی را برگرفته از واژهٔ ترکی-مغولی یام (Yam) می‌داند. این نظریه به تحولاتی که در سیستم اطلاع‌رسانی ناشی از گسترش شبکهٔ راه‌ها و چاپارخانه‌ها و محل‌های اتراق مسافران در دوره‌های گذشته روی داده‌است استناد می‌کند.
شواهد و قرائن تاریخی حاکی از این می‌باشد که این شهر از گذشته‌های دور در مسیر جادهٔ ابریشم واقع شده بوده‌است. از این‌رو نظریهٔ سوم بر نظریه‌های دیگر به حقیقت نزدیک‌تر می‌نماید.

## جمعیت
جمعیت بخش یامچی طبق آخرین سرشماری کشوری در سال ۱۳۹۵ ه‍.ش با احتساب جمعیت روستاهای تابعه حدود ۳۰٬۰۰۰ نفر می باشد که بیش از یک‌سوم جمعیت در شهر یامچی متمرکز می باشد. از این تعداد ۵٬۲۹۰ نفر مرد و ۵٬۱۰۲ نفر زن می‌باشد. این تعداد در قالب ۳٬۲۰۸ خانوار است.

## مردم و زبان
مردم بخش یامچی به زبان ترکی آذربایجانی تکلم می‌کنند. برخی زبان‌شناسان ترک، لهجهٔ یامچی را جزء لهجه‌های زبان ترکی ثبت کرده‌اند و ویژگی‌هایی برای آن ذکر نموده‌اند. این لهجه شباهت زیادی به لهجهٔ نخجوان خصوصاً اوردوباد دارد. مرکز این لهجه را می‌توان مرند دانست. با توجه به گستردگی لهجهٔ یامچی در آذربایجان به مرور شعباتی برای آن پدید آمده‌است. برخی از این ویژگی‌ها با لهجهٔ امروزی شهر یامچی تفاوت دارد.
مردم شهر یامچی مسلمان بوده و شیعه هستند.

## کشاورزی
یامچی منطقه‌ای جلگه‌ای و کوهپایه‌ای است و در دو بستر متفاوت از نظر توپوگرافی و منابع آب و خاک گسترده شده‌است. وجود خاک‌های مناسب در اراضی شوراکت ، قیراج و قیزیل داش برای کشت نهال‌های پسته مستعد تشخیص داده شده‌است و قسمتی از این اراضی نیز به زیر کشت پسته رفته‌ است. در اراضی یامچی، خاک‌های مختلفی از جمله خاک شنی، خاک رسی، خاک شور و یک نوع خاک سفید رس مرغوب تشخیص داده شده‌است، این منطقه استعداد و قابلیت فراوانی در زمینهٔ کشاورزی و باغداری دارد.

## جغرافیا
یامچی در ۸۰ کیلومتری شمال غربی تبریز  ، غرب جادهٔ مرند-جلفا و در شمال شاهراه ترانزیتی مرند-خوی-بازرگان واقع شده‌است. این شهر در فاصلهٔ ۱۵ کیلومتری از مرکز شهرستان و شهر مرند قرار گرفته‌است.
شهر یامچی بین عرض‌های ۳۸ درجه و ۳۰ دقیقه تا ۳۸ درجه و ۳۲ دقیقه شمالی و بین طول‌های ۴۵ درجه و ۳۷ دقیقه تا ۴۵ درجه و ۳۹ دقیقه شرقی واقع شده‌است و ارتفاع آن از سطح دریاهای آزاد به‌طور میانگین حدود ۱٬۲۰۰ متر می‌باشد.

## بازارهای تاریخی یامچی

### ریشه‌های تاریخی بازار یامچی
دهخدا در لغت‌نامهٔ خود ایجاد بازارها را به دوران مغول و حکومت پادشاهان مغول منصوب می‌کند. با توجه به تاریخ ایجاد یام‌ها در دورهٔ مغول سه علت زیر در ایجاد بازار یامچی تأثیر زیادی داشته‌اند:
۱. موقعیت استراتژی و جغرافیایی از جمله منابع آب و رودخانه. چرا که رودخانه‌های فصلی زیلبیر و آغ‌چای، اراضی یامچی را سیراب می‌کنند.
۲. قرار گرفتن در محدودهٔ راه‌های تجاری و مخصوصاً جادهٔ ابریشم که در بین اهالی به جادهٔ «دوه‌چی» معروف است.
۳. امنیت به لحاظ استقرار عوامل دولتی و مأموران دولتی در یام‌ها.
به علت گسترش جمعیت یامچی و مرکزیت آن سنگ بنای بازار یامچی گذاشته شد و کم‌کم رونق آن فزونی گرفت. با توجه به مندرجات تاریخ یام‌ها در دوره مغول و ایلخانی، ایجاد بازار احشام همچون اسب و شتر را می‌توان ریشه‌یابی نمود؛ چرا که این چهارپایان مورد احتیاج پیک‌ها بودند. پیک‌ها، اسب‌های پیر و از کار افتاده را به اهالی می‌فروختند تا آن را در کشاورزی و در مکان‌های نزدیک مورد استفاده قرار دهند و اسب تازه را به جای آن می‌خریدند.
بازار یامچی در بین اهالی منطقه و استان به «یامچی بازاری» معروف می‌باشد. در یامچی سابقاً سه روز بازار هفتگی برگزار می‌گردید. دو روز برای بازار احشام و یک روز بازار روز. به تدریج بازار احشام به یک روز کاهش یافته‌است؛ ولی بر اهمیت آن افزوده شده و به یکی از معروف‌ترین بازارهای احشام منطقه تبدیل شده‌است.

### چهارشنبه بازار
چهارشنبه بازار یامچی، سابق بر این در سطح منطقه چنان با اهمیت و رونق بوده که یک روز قبل از بازار فروشندگان کالا از نقاط مختلف استان برای فروش کالا به یامچی می‌آمدند. در فاصلهٔ سال‌های ۱۳۳۵ تا ۱۳۵۴ این بازار آنچنان رونقی داشت که روز بازار ۳۰ تا ۴۰ گوسفند و ۳ تا ۷ گاو و یک شتر توسط قصابان ذبح و به فروش می‌رسید. محل بازار یامچی مانند دیگر بازارهای ایران اسلامی در کنار مسجد جامع قرار داشت. بخشی از بازار به مسجد جامع کنونی و بخش دیگر به ساحل رود آغ چای منتهی می‌شد. این بازار کاروانسراهایی داشت و استقرار فروشندگان دارای نظم خاصی بود.
این بازار از ساعت ۷ صبح تا ۳ بعد از ظهر دوام داشت. در روز بازار همه اهالی کار کشاورزی را رها و به بازار می‌آمدند. شهر یامچی از ابتدای پیدایش خود در طول هفته دارای یک بازار بود که در سراسر منطقهٔ آذربایجان محبوبیت خاصی داشته و دارد، هم‌اکنون نیز این بازار پابرجا بوده. البته به خاطر فعالیت زیاد مغازه‌داران و ایجاد بازارهای نامنظم در سایر نقاط یامچی کمی از رونق و شکوه خود را از دست داده‌است. این بازار در محلهٔ قدیمی بازار در مکانی به نام (بازار یری) دایر می‌شده‌است. اکنون بخاطر جلوگیری از ترافیک در مرکز شهر در مقابل مسجد جامع شهر برپا می‌شود.

### بازار دواب یامچی
در روزهای یکشنبه در شهر یامچی باز احشام برپا است قدمت تاریخی دارد و امروزه همچنان جاده یامچی_ لیوار برپاست. این بازار یکی از بزرگ ترین بازار های احشام منطقه آذربایجان می باشد.

## اماکن تاریخی و تفرجگاه‌های طبیعی

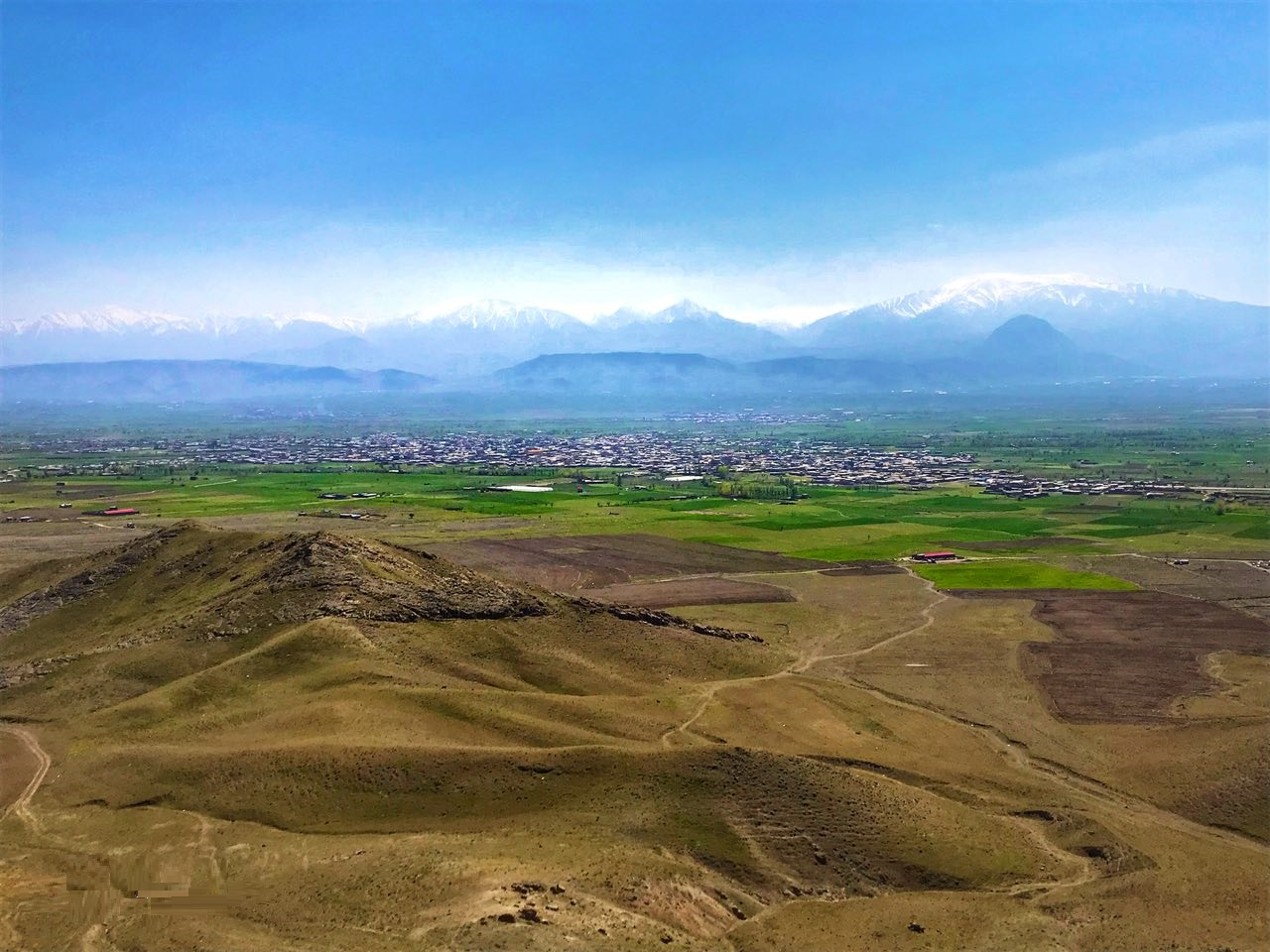

### تفرجگاه‌ها
در اطراف شهر یامچی کوه‌هاو مناظر زیبا و حیرت‌انگیزی وجود دارد که در دل این کوه‌ها می‌توان از زیبایی‌های طبیعت مانند چشمه‌ها و تالاب‌ها و همچنین باغات کوهستانی استفاده کرد. از مهمترین رودخانه‌های که از داخل شهر یامچی عبور می‌کند می‌توان به رودخانهٔ آغ‌چای اشاره کرد.
فهرستی از تفرجگاه‌های یامچی:
- قنات قیراج (اوست و آشاغا قیراج)
- چشمهٔ دلی کهریز
- چشمهٔ قره آغیل
- چشمهٔ پیرغئییب
- چشمهٔ ماحموت توت
- چشمهٔ قیزیل‌داش
- چشمه و باغات کوهستانی خرم‌شا
- صخره دوه‌داشی
- صخرهٔ پهلوان‌داشی
- صخرهٔ میل‌قیه

### اماکن تاریخی
جادهٔ ابریشم که از شهر یامچی عبور می‌کرده‌است؛ که اکنون بقایای این جاده همچنان وجود دارد. همچنین یک قبرستان تاریخی مربوط به مسافران جادهٔ ابریشم در امتداد این جاده در چند کیلومتری شهر یامچی وجود دارد.
فهرستی از آثار تاریخی یامچی:
- قلعهٔ ذوالبین
- قلعهٔ نورالدین
- قلعهٔ لیوار
- قلعهٔ گردو اصلی کندی
- کلخانا مچیدی (مسجدی) (مسجد امام زمان(ع))
- مقبرهٔ ماحموت توت
- گورستان هزارهٔ اول یکان سعدی
- گورستان قدیمی یکان علیا
- قبرستان قدیمی خرابهٔ مرکید

## نگارخانه

دشت گل‌های شقایق، یامچی
دورنمایی از شهر یامچی (دید به سمت کوه‌های میشو)
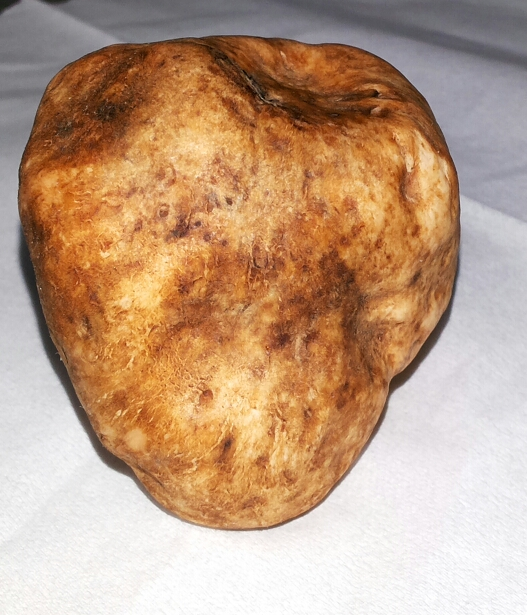
قارچ کوهی دنبالان (yamchi-truffle)